# Liste der Könige von Tiryns
Proitos gilt als Begründer des Königshauses der Stadt Tiryns im Antiken Griechenland. Perseus gründete die Stadt Mykene – es ist jedoch nicht überliefert, ob er auch den Regierungssitz dorthin verlegte. Eurystheus wurde sowohl als König von Tiryns als auch von Mykene bezeichnet. Seine Nachfolger trugen nur noch den Titel König von Mykene.

## Mythische Könige
| Name        | Herrschaft               | Sohn von                                                      |
| ----------- | ------------------------ | ------------------------------------------------------------- |
| Proitos     | 14. Jahrh. v. Chr.       | Abas (Argos) und Aglaia (Tochter des Mantineus)               |
| Megapenthes | 14. Jahrh. v. Chr.       | Proitos (Sohn des Abas) und Anteia (Stheneboia)               |
| Perseus     | 14. Jahrh. v. Chr.       | Zeus und der Danaë                                            |
| Alkaios     | 14. Jahrh. v. Chr.       | Perseus (Sohn des Zeus) und Andromeda                         |
| Amphitryon  | 14. Jahrh. v. Chr.       | Alkaios (Tiryns)                                              |
| Sthenelos   | 14. Jahrh. v. Chr.       | Perseus (Sohn des Zeus) und Andromeda                         |
| Eurystheus  | 14. / 13. Jahrh. v. Chr. | Sthenelos (Sohn des Perseus) und Nikippe (Tochter des Pelops) |